# مارکو آنتونیو سولیس
مارکو آنتونیو سولیس (به انگلیسی: Marco Antonio Solís) (زاده ۲۹ دسامبر ۱۹۵۹) خواننده، ترانه‌سرا، بازیگر مکزیکی است.
وی یکی از محبوب ترین و تاثیرگذارترین خوانندگان معاصر مکزیک است که تشبیه او با باب دیلن، دارای مصداق کامل می باشد.